# Inter Island Airways
Inter Island Airways – oceaniczna linia lotnicza z siedzibą w Pago Pago, w Samoa Amerykańskim.